# Hættemåge
Hættemågen (latin: Chroicocephalus ridibundus) er Danmarks mest almindelige måge. Den er endvidere udbredt i resten af Europa, Asien og i kystegne i det østlige Canada. Hovedparten af bestanden er trækfugle, der trækker mod syd om vinteren, men en del af hættemågerne er dog standfugle. De danske hættemåger trækker i juli typisk til Vesteuropa (enkelte helt til Nordafrika) for at fælde og overvintre.
Hættemågen yngler i kolonier i søer og moser eller på småholme ved kysten. Herudover træffes de også i f.eks. byområder og på marker og enge, når yngletiden er overstået. Den er regnet som en truet art på den danske rødliste 2019.

## Udseende
Hættemågen er 38 centimeter fra næb til halespids og dermed en lille måge. Den har fået sit navn efter sin karakteristiske chokoladebrune hætte. Hætten har den dog alene om sommeren (yngledragt). Om vinteren er hovedet hvidt med en sort prik ved øret. Overgangen fra vinterdragten til sommerdragten sker gradvist, startende fra slutningen af februar. Kroppen er hvid, mens ryg og vingeroversider er lysegrå. Næbbet er rødbrunt og fødderne mørkerøde. Bagkanten på vingen er sort og forkanten hvid.
De unge fugle har gulbrun nakke, ryg og vingeoversider, og får fra deres første efterår grå ryg, men har dog stadig brunlige tegninger på vingerne.
Hættemågen er nem at kende i forhold til andre fugle, selvom fx den slankere havterne kan ligne lidt.

## Fødevalg
Hættemågen lever af insekter, småfisk, ådsler, orme, snegle, muslinger og affald. Den er således meget alsidig i sit fødevalg, og kan både ses fange insekter højt til vejrs, tage regnorme på pløjemarker, søge føde på vadeflader ved at hvirvle smådyr op med fødderne, eller "stjæle" ændernes brød i parkerne.
Man kan ofte se en flok af hættemåger følge efter ploven, når landmanden om efteråret pløjer sine marker.

## Adfærd
Hættemågerne samler sig i store kolonier, når de skal yngle. Der kan være helt op til 25.000 hættemåger i en enkelt koloni. I kolonien påbegynder de sædvanligvis redebygningen sidst i april eller begyndelsen af maj. Hunnen i hvert par lægger 2-3 æg, Æggene er grågrønne eller olivenbrune. De kan være plettet med askegråt eller mørkebrunt. De klækkes sidst i maj måned. Omtrent 4-5 uger herefter er ungerne flyvefærdige. Både hannen og hunnen er med til at ruge og fodre ungerne.
Mågen er kønsmoden som 2-årig.
Hættemågerne kan være meget larmende, især når de befinder sig i deres kolonier. De har et meget karakteristisk kree-ar kald.

## Trusler
Bestanden i Danmark blev i 1960'erne opgjort til cirka 400.000 par. Efterfølgende er denne bestand faldet kraftigt. Et lignende fald er set i Sverige (halvering af bestanden).
Nedgangen i hættemågebestanden har også medført en nedgang i bestanden af andre fugle, specielt vandfugle, der har behov for den beskyttelse mod rovdyr, de kan opnå ved at befinde sig i en hættemågekoloni. Sorthalset lappedykker, der er en meget sjælden dansk ynglefugl, er et eksempel på en af disse vandfugle. Andre arter som nyder godt af hættemågernes kolonier er splitterne, troldand, grågås og taffeland.
Nedgangen i de senere år skyldes specielt landbrugets omlægning af dets produktion med en større grad af vinterafgrøder. Dette er med til at formindske hættemågens fødeudvalg i forårsmånederne.
En anden trussel mod hættemågen kan være rotter. Rotterne tager æggene og de små unger. De skulle endvidere også kunne bide de voksne fugle ihjel.
Hættemågen er totalfredet i Danmark.